# Boven-Merwede
De Boven-Merwede vormt de bovenloop van de rivier de Merwede en de voortzetting van de Waal in West-Nederland. Ze begint bij kasteel Loevestein, waar de Waal en de Maas vroeger samenkwamen en waar de historische grens tussen Gelre en Holland ligt.  Bij de Boven-Merwede komen de grenzen van Zuid-Holland, Noord-Brabant en Gelderland samen. De rivier verliest bij Werkendam en Boven-Hardinxveld het grootste deel van haar water aan de (kunstmatig tot stand gekomen) Nieuwe Merwede en heet vanaf dat punt Beneden-Merwede. De totale lengte van de Boven-Merwede bedraagt 8,8 kilometer. De rivier vormt een belangrijk onderdeel in de vaarroute tussen Rotterdam en Antwerpen enerzijds en Duitsland (vooral het Ruhrgebied) anderzijds. Het vaarwater wordt gebruikt door binnenvaartschepen tot en met CEMT-klasse VIc en pleziervaart.
Het Merwedekanaal verbindt de Boven-Merwede in Gorinchem met de Lek in Vianen.

## Zie ook

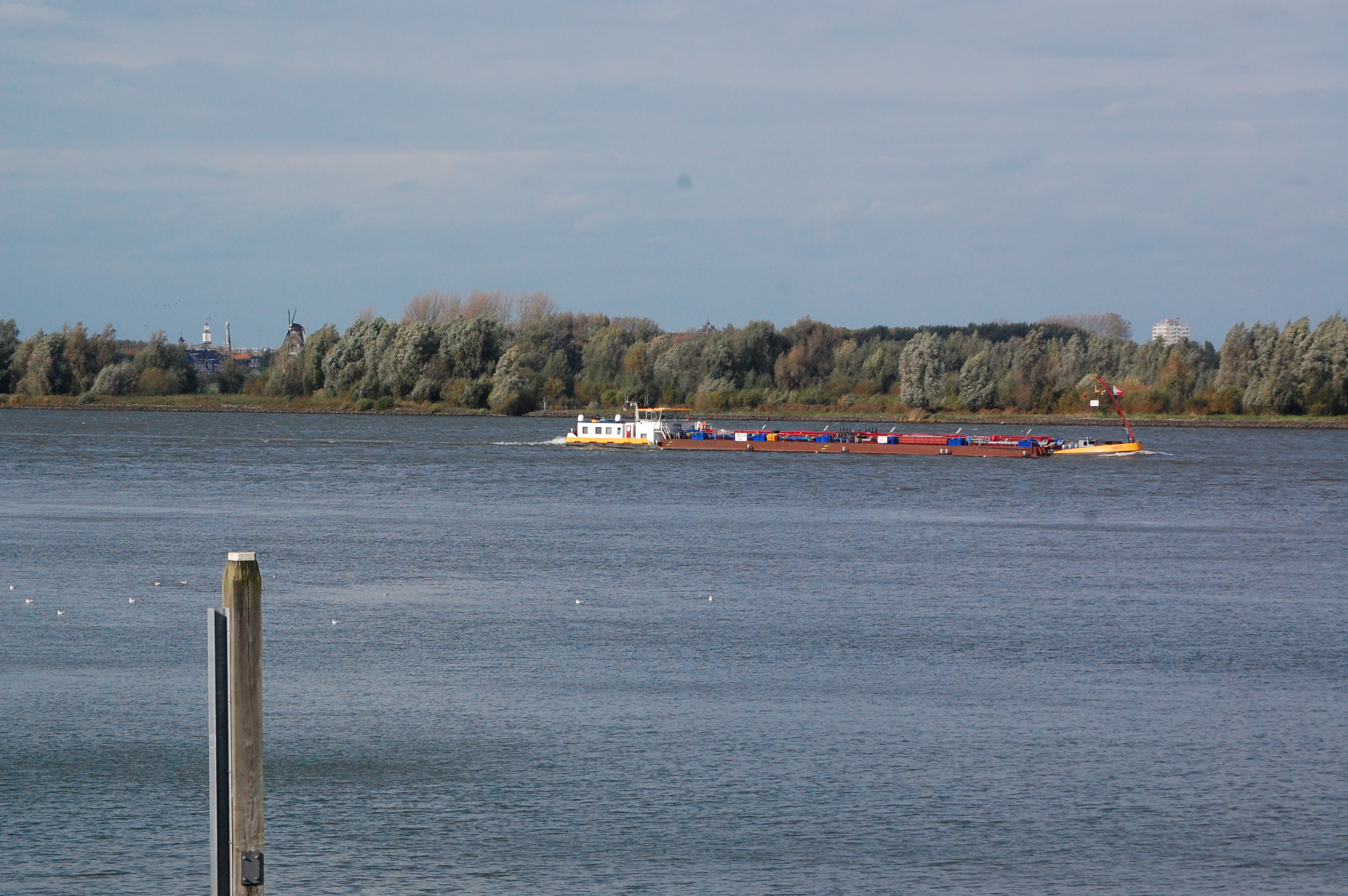
Schip op de Merwede
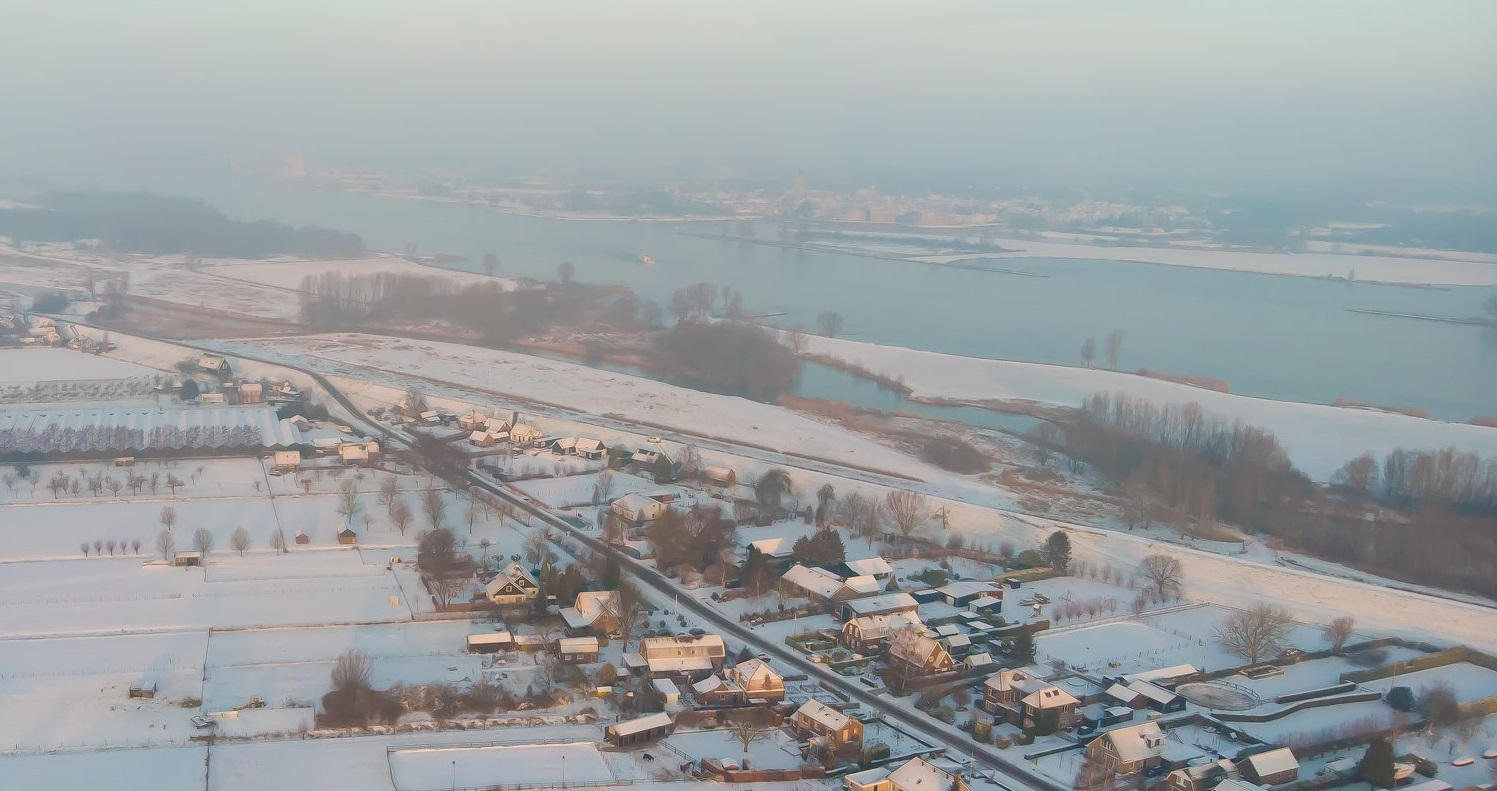
De Boven-Merwede op een mistige wintermorgen